# Journal of the Electrochemical Society
Journal of the Electrochemical Society (abrégé en J. Electrochem. Soc. ou JES) est une revue scientifique à comité de lecture mensuelle qui publie des articles dans tous les domaines liés à l'électrochimie.
D'après le Journal Citation Reports, le facteur d'impact de ce journal était de 2,241 en 2009. Le directeur de publication est Daniel A. Scherson (Université Case Western Reserve, États-Unis).

## Histoire
Au cours de son histoire, le journal a plusieurs fois changé de nom :
- Transactions of the American Electrochemical Society, 1902-1930  (ISSN 0096-4786)
- Transactions of the Electrochemical Society, 1931-1947  (ISSN 0096-4743)
- Journal of the Electrochemical Society, 1948-en cours  (ISSN 0013-4651)

De plus, le journal a absorbé différentes publications :
- Bulletin of the Electrochemical Society, 1931-1947  (ISSN 0898-1388) (suite de Bulletin of the American Electrochemical Society)
- Preprint - Electrochemical Society, ????-1947  (ISSN 0898-1396)

Une partie des thématiques du journal est ensuite redirigée vers une nouvelle publication :
- Electrochemical Society Interface, 1992-en cours  (ISSN 1064-8208)